# Зелвонґі
Зелвонґі (пол. Zełwągi, нім. Selbongen) — село в Польщі, у гміні Міколайки Мронґовського повіту Вармінсько-Мазурського воєводства.
Населення — 356 осіб (2011).
У 1975-1998 роках село належало до Сувальського воєводства.

## Демографія
Демографічна структура станом на 31 березня 2011 року:
|          | Загалом | Допрацездатний вік | Працездатний вік | Постпрацездатний вік |
| -------- | ------- | ------------------ | ---------------- | -------------------- |
| Чоловіки | 180     | 34                 | 129              | 17                   |
| Жінки    | 176     | 43                 | 101              | 32                   |
| Разом    | 356     | 77                 | 230              | 49                   |